# Tráiler (EP)
Tráiler es el EP debut de la cantante española Aitana, lanzado el 30 de noviembre de 2018 a través del sello discográfico Universal Music Spain. Cuenta con cinco canciones originales más un remix de «Teléfono», a dúo con la cantante venezolana Lele Pons. Hasta la fecha la suma de canciones y discos vendidos de Tráiler hacen una suma de más de 305,000 ejemplares vendidos.

## Antecedentes
En febrero de 2018, Aitana se proclamó segunda finalista del talent show español Operación Triunfo, en su novena edición. Tras finalizar el concurso, la cantante barcelonesa firmó un contrato discográfico con Universal Music Spain, comenzando así a trabajar en lo que sería su primer trabajo discográfico. En abril fue reportado que Aitana había viajado a la ciudad de Los Ángeles para dar forma a su primer proyecto musical. El 17 de julio, la cantante anunció el nombre y la fecha de lanzamiento del primer sencillo del EP, «Teléfono», publicado el 27 de julio.
El 25 de octubre, la cantante visitó el programa de entrevistas español El hormiguero, donde desveló el nombre de su primer proyecto.

«Es como una especie de disco dividido en dos partes. El intervalo de tiempo entre los dos EPs será de poco más de dos o tres meses pues creo que hoy en día devoramos más que consumimos y, por esta razón, me gusta la idea de ir haciéndolo todo poco a poco. A finales de noviembre saldrá la primera parte. Esta tiene un nombre un poco raro. Después de mucho pensarlo; decidí que se llamará Tráiler pues es como un aperitivo de solo seis canciones de todo lo que está por venir luego.»
Aitana

Unas semanas después, más concretamente el 13 de noviembre, la cantante desveló en sus redes sociales la portada del disco, la cual ha sido fotografiada por Valero Rioja. El 19 de noviembre, los grandes almacenes FNAC filtraron, por error, la lista de canciones en su portal web. Dos días más tarde, el remix de «Teléfono» fue lanzado en las plataformas musicales digitales. Este se trata de una colaboración con la venezolana Lele Pons. El 22 de noviembre, se anunció las tres primeras firmas de Tráiler en Barcelona, Sevilla y Madrid. En dicho anuncio se podía apreciar un tema inédito, «Popcorn».

## Promoción

### Sencillos
El 27 de julio de 2018 fue publicado el primer sencillo del EP, titulado «Teléfono», resultado del trabajo de Aitana en Los Ángeles con los productores latinoamericanos Andrés Torres y Mauricio Rengifo. Este alcanzó la primera posición en la lista de ventas de PROMUSICAE y se mantuvo allí durante seis semanas consecutivas. El vídeo musical para el tema fue estrenado simultáneamente con la canción.
En noviembre de 2018, la cantante anunció que el tema «Vas a quedarte», escrito por ella junto a la banda colombiana Morat, sería lanzado como el segundo sencillo del EP. La cantante presentó el tema el 20 de noviembre, antes de su lanzamiento oficial, en un podcast en el Universal Music Auditorio de la Ciudad de México.

#### Sencillos promocionales
Durante la visita de Aitana a El hormiguero en octubre de 2018, esta comentó que grabaría un videoclip del remix oficial de «Teléfono» en California a finales de ese mismo mes. También aprovechó para anunciar que este sería en colaboración con la cantante venezolana Lele Pons. El 20 de noviembre, el sello discográfico Universal Music anunció que dicho remix sería lanzado el 21 de noviembre. Comenzó a sonar en las estaciones de radio el 25 de ese mismo mes. El videoclip del tema alcanzó las tres millones de reproducciones en menos de 24 horas.

## Recepción

### Desempeño comercial
Tráiler debutó directamente en el primer puesto de la lista de ventas oficial de España, obteniendo un disco de oro tras vender más de 20 000 copias. Además, también en su primera semana de lanzamiento, todas las canciones inéditas incluidas en el EP lograron entrar en la lista oficial de canciones, siendo así «Vas a quedarte» número uno; «Mejor que tú» número ocho; «Popcorn» número trece, y «Stupid» número veinte.

### Servicio de streaming
Tras la publicación del EP, en Spotify España, el tema «Vas a quedarte» se posicionó en el número uno de la lista Los 50 Éxitos España, con un total de 488.836 oyentes diarios. Otras canciones como «Teléfono» y su remix subieron sus escuchas notablemente, casi duplicando sus oyentes por el lanzamiento de Tráiler. Otras canciones incluidas en el disco, como «Popcorn» o «Stupid», entraron por expectativa.

## Apariciones públicas

### Firmas del disco
El 22 de noviembre, Aitana confirmó mediante sus redes sociales una gira de firmas en varios centros comerciales de España de su primer trabajo discográfico Tráiler. Dicha gira de firmas comenzará el mismo día del lanzamiento de este en Barcelona para después ir a Sevilla y Madrid.
| Fecha                   | Ciudad                 | Recinto                               |
| 30 de noviembre de 2018 | Hospitalet (Barcelona) | Centre Comercial Gran Via 2           |
| 1 de diciembre de 2018  | Sevilla                | FNAC Torre Sevilla                    |
| 2 de diciembre de 2018  | Alcorcón (Madrid)      | Centro Comercial San José de Valderas |

### Gira de conciertos
El 4 de abril, Aitana confirmó mediante sus redes sociales que saldría de gira por España a lo largo de 2019, titulada Play Tour Aitana, para promocionar Tráiler.
| Fecha                    | Ciudad                  | Recinto                               | Sold Out |
| 22 de junio de 2019      | Murcia                  | Plaza de Toros de La Condomina        |          |
| 29 de junio de 2019      | Orense                  | Explanada Expourense                  |          |
| 6 de julio de 2019       | Palma de Mallorca       | Son Fusteret                          |          |
| 13 de julio de 2019      | La Coruña               | Coliseum                              |          |
| 19 de julio de 2019      | Sitges                  | Jardins de Terramar                   | No       |
| 23 de julio de 2019      | Valencia                | Jardines de Viveros                   |          |
| 26 de julio de 2019      | Gijón                   | Gijón Life                            |          |
| 27 de julio de 2019      | Santander               | Campa de la Magdalena                 |          |
| 31 de julio de 2019      | Madrid                  | Teatro Real                           | No       |
| 3 de agosto de 2019      | Sangenjo                | Auditorio Maestral                    | No       |
| 10 de agosto de 2019     | Alicante                | Plaza de Toros de Alicante            |          |
| 18 de agosto de 2019     | Calella de Palafrugell  | Auditorio del Festival Cap Roig       | No       |
| 22 de agosto de 2019     | Fuengirola              | Castillo Sohail                       |          |
| 23 de agosto de 2019     | Chiclana de la Frontera | Escenario Lenovo                      |          |
| 28 de agosto de 2019     | Alcalá De Henares       | Los Conciertos de la Muralla          | No       |
| 7 de septiembre de 2019  | Ponferrada              | Auditorio Municipal                   |          |
| 11 de septiembre de 2019 | Albacete                | Caseta de los Jardinillos de la Feria |          |
| 20 de septiembre de 2019 | Lorca                   | Jardines de Lorca                     |          |
| 27 de septiembre de 2019 | Sevilla                 | Auditorio Rocío Jurado                | No       |
| 4 de octubre de 2019     | Córdoba                 | Plaza de Toros Los Califas            |          |
| 6 de octubre de 2019     | Zaragoza                | Espacio Zity                          |          |
| 11 de octubre de 2019    | Madrid                  | Palacio Vistalegre                    | No       |
| 24 de octubre de 2019    | Bilbao                  | Bilbao Arena Miribilla                | No       |
| 3 de noviembre de 2019   | Barcelona               | Palau Sant Jordi                      | No       |
| 14 de diciembre de 2019  | Granada                 | Palacio de Deportes                   |          |
| 21 de diciembre de 2019  | Tarragona               | Tarraco Arena Plaça                   |          |

## Lista de canciones
| Tráiler |                                    |                                                                                       |                  |          |  |
| N.º     | Título                             | Escritor(es)                                                                          | Productor(es)    | Duración |  |
| 1.      | «Teléfono»                         | Andrés Torres, Mauricio Rengifo, Aitana Ocaña                                         | Torres, Rengifo  | 2:43     |  |
| 2.      | «Stupid»                           | Par Almqvist, August Vinberg, Grace Tither, Jaramye Daniels, Jeremy Dussolliet        | Total Ape        | 2:55     |  |
| 3.      | «Mejor que tú»                     | Felipe González Abad "Nabález", Germán Gonzalo Duque "Mango", Pedro Malaver, Eva Ruiz | Mango, Nabález   | 3:12     |  |
| 4.      | «Popcorn»                          | Aitana, Jovany Barreto y Tat Tong                                                     | The Swaggernautz | 2:38     |  |
| 5.      | «Vas a quedarte»                   | Juan Pablo Isaza, Juan Pablo Villamil, Ocaña                                          | Isaza            | 3:46     |  |
| 6.      | «Teléfono (Remix)» (con Lele Pons) | Torres, Rengifo, Ocaña, Bigram John Zayas "DVLP", Miguel Duran "Fuego", Lele Pons     | Torres, Rengifo  | 2:44     |  |

## Posicionamiento en listas

### Semanales
| País   | Lista                     | Mejor posición |
| ------ | ------------------------- | -------------- |
| España | Top 100 Álbumes           | 1              |
| España | Top 100 Streaming Álbumes | 1              |

### Certificaciones
| País   | Organismo certificador | Certificación | Ventas certificadas | Ref.   |
| ------ | ---------------------- | ------------- | ------------------- | ------ |
| España | PROMUSICAE             | Platino       | 40 000              | [ 25 ] |
| Chile  | Universal Music Chile  | Oro           | 3 000               | [ 27 ] |

## Historial de lanzamiento
| Región | Fecha                   | Formato              | Discográfica    |
| ------ | ----------------------- | -------------------- | --------------- |
| Mundo  | 30 de noviembre de 2018 | CD, descarga digital | Universal Music |